# Red Saunders (Musiker)
Theodore Dudley „Red“ Saunders (* 2. März 1912 in Memphis (Tennessee); † 5. März 1981 in Chicago) war ein US-amerikanischer Jazz-Schlagzeuger und Bandleader. Nebenher spielte er auch Vibraphon und Pauken.

## Leben
Er wuchs in Milwaukee auf, wo er die katholische Schule St. Benedict the Moor besuchte. Dort nahm er mit 13 Jahren ersten Schlagzeug-Unterricht. Ab 1923 lebte er in Chicago; dort absolvierte er das College Tilden Tech. Ab 1928 lebte und arbeitete Saunders als professioneller Musiker.
Zu Beginn seiner Musiker-Laufbahn spielte Saunders in Milwaukee und Chicago mit Stomp King. Fünf Jahre lang lebte er von seinem Job bei Ira Coffey's Walkathonians. Zeitweilig arbeitete er mit Tiny Parham im Chicagoer Savoy Ballroom. Im Jahre 1937 übertrug ihm der Club DeLisa die Leitung der hauseigenen Band. Dort blieb er (mit einer Unterbrechung zwischen 1945 und 1947), bis der Club 1958 die Pforten endgültig schloss. Unter den Arrangeuren, die er beauftragte, waren Johnny Pate und Sun Ra.
Trotz seiner sesshaften Lebensweise und fehlenden Neigung, auf Tourneen zu gehen, spielte Saunders auch mit Duke Ellington, Louis Armstrong und Woody Herman. Mit Big Joe Turner machte er Plattenaufnahmen. Mit Count Basie war er seit 1932 befreundet. Er führte noch bis in die 1960er eine Combo im Regal Theater in Chicago. Mit Little Brother Montgomery und Art Hodes spielte er auf dem New Orleans Jazz Festival in den 1970ern. Auch seine letzten Plattenaufnahmen nahm er gemeinsam mit Montgomery auf. Er spielte im Laufe seiner Karriere auch mit Porter Kilbert, Earl Washington, Leon Washington, Sonny Cohn, Ike Perkins, Riley Hampton, Joe Williams und Mac Easton.  Aus dem Jahr 1974 ist eine TV-Aufnahme erhalten, auf der seine Band zu sehen ist. Saunders war verheiratet und hatte zwei Söhne mit Ella Mae Saunders, über die es eine eigene Website mit ein paar biografischen Fotos gibt. Beruflich war sie zunächst Tänzerin gewesen, später Gewerkschafts-Vorsitzende der Chicago City Hall.
Seit 1997 existiert die Red Saunders Research Foundation, die sich umfassend mit der Jazz-, Rhythm-and-Blues- und Bluesmusik der beiden Nachkriegsjahrzehnte in Chicago beschäftigt, also nicht speziell mit Saunders. Die Benennung nach Saunders
geschah ehrenhalber.